# Cornelis Philippus Ebbinge Wubben
Cornelis Philippus Ebbinge Wubben (Staphorst, 22 mei 1837 - Hoogeveen, 29 november 1904) was een Nederlandse burgemeester.

## Leven en werk
Ebbinge Wubben werd in 1837 in Staphorst geboren als zoon van de burgemeester van Staphorst, Frederik Allard Ebbinge Wubben, en van Margaretha Johanna Cornelia de Groot. Hij was de jongere broer van Gerrit Jan Hillegondus Ebbinge Wubben. 
Hij werd ontvanger der rijksbelastingen. In januari 1876 volgde zijn benoeming tot burgemeester van de Drentse gemeente Vries. In 1890 rezen er problemen tussen de leden van de gemeenteraad en de burgemeester over mogelijke financiële malversaties. Hij werd in 1892, vanwege het vernietigen van een proces-verbaal, veroordeeld door de rechtbank te Assen tot een maand gevangenisstraf met ontzegging van het recht om gedurende vijf jaar het ambt van burgemeester te mogen bekleden. Hij tekende hiertegen appel aan bij het gerechtshof van Leeuwarden. Het gerechtshof achtte de schuld niet wettig en overtuigend bewezen, vernietigde het vonnis van de rechtbank en sprak hem vrij. Ebbinge Wubben werd begin 1892 op zijn verzoek ontslagen als burgemeester. Op 24 maart 1892 werd hij als burgemeester van Vries opgevolgd door H.A. Aalfs.
Ebbinge Wubben trouwde op 4 juli 1871 te Ouder-Amstel met Henriette Catharine Marie Eskes. Hij overleed in november 1904 op 67-jarige leeftijd in Hoogeveen.

## Familie
Zijn broer Gerrit Jan Hillegondus Ebbinge Wubben was burgemeester van Grijpskerk en van Smilde.